# Bạch Cảnh Phú
Bạch Cảnh Phú (tiếng Trung: 白景富; bính âm: Bái Jǐngfù; sinh tháng 7 năm 1945) là sĩ quan cảnh sát và chính khách nước Cộng hòa Nhân dân Trung Hoa. Ông từng giữ chức vụ Phó Bí thư Đảng ủy Bộ Công an, Thứ trưởng Thường trực Bộ Công an Trung Quốc mang cảnh hàm Phó Tổng Cảnh giám, hàm Bộ trưởng.

## Tiểu sử

### Thân thế
Bạch Cảnh Phú là người Hán sinh tháng 7 năm 1945 ở Phong Nhuận, tỉnh Hà Bắc.

### Giáo dục
Ông tốt nghiệp chuyên ngành pháp luật khoa pháp luật tại Đại học Cát Lâm năm 1970.

### Sự nghiệp
Tháng 8 năm 1970 đến tháng 9 năm 1973, Bạch Cảnh Phú rèn luyện lao động ở công xã Đông Phương Hồng thuộc thành phố Thất Đài Hà, tỉnh Hắc Long Giang sau đó chuyển về làm nhân viên Cục Công an thành phố Thất Đài Hà. Tháng 4 năm 1973, ông gia nhập Đảng Cộng sản Trung Quốc. Tháng 9 năm 1973 đến tháng 3 năm 1979, ông là thư ký Văn phòng Thành ủy Thất Đài Hà, Trưởng phòng Phòng Hồ sơ lưu trữ, Phó Chủ nhiệm Văn phòng. Tháng 3 năm 1979 đến tháng 10 năm 1982, ông là Trưởng phòng Phòng Thư ký Viện Kiểm sát thành phố Thất Đài Hà, Trưởng phòng Phòng Truy tố, Kiểm sát viên, Phó Viện trưởng Viện Kiểm sát thành phố Thất Đài Hà.
Tháng 10 năm 1982, Bạch Cảnh Phú được luân chuyển giữ chức Bí thư Đảng ủy kiêm Cục trưởng Cục Công an thành phố Thất Đài Hà. Tháng 9 năm 1983 đến tháng 3 năm 1984, ông đảm nhiệm chức vụ Phó Thị trưởng thành phố Thất Đài Hà, Phó Bí thư Thành ủy Thất Đài Hà; từ tháng 3 năm 1984, ông giữ chức Phó Bí thư Thành ủy Thất Đài Hà, tỉnh Hắc Long Giang.
Tháng 3 năm 1985, ông được bổ nhiệm giữ chức Ủy viên Ban Thường vụ Tỉnh ủy Hắc Long Giang, Bí thư Ủy ban Chính trị Pháp luật Tỉnh ủy Hắc Long Giang. Tháng 12 năm 1987, ông được bổ nhiệm làm Ủy viên Ban Thường vụ Tỉnh ủy, Bí thư Ủy ban Chính trị Pháp luật Tỉnh ủy Hắc Long Giang, Bí thư tổ Đảng, Giám đốc Sở Công an tỉnh Hắc Long Giang, Chủ nhiệm Văn phòng kiêm Phó Tổ trưởng Tiểu tổ Điều phối Chính trị Pháp luật Tỉnh ủy Hắc Long Giang. Tháng 6 năm 1988, ông được bổ nhiệm làm Chủ nhiệm Văn phòng kiêm Tổ trưởng Tiểu tổ Điều phối Chính trị Pháp luật Tỉnh ủy Hắc Long Giang, Bí thư tổ Đảng Sở Công an tỉnh, Phó Giám đốc Sở Công an tỉnh Hắc Long Giang; từ tháng 12 năm 1988, ông giữ chức Bí thư tổ Đảng Sở Công an tỉnh, Giám đốc Sở Công an tỉnh Hắc Long Giang, Tổng Thư ký Ủy ban Chính trị Pháp luật Tỉnh ủy Hắc Long Giang.
Tháng 8 năm 1991, Bạch Cảnh Phú được điều lên Trung ương làm Ủy viên Đảng ủy Bộ Công an, Thứ trưởng Bộ Công an Trung Quốc mang cảnh hàm Phó Tổng Cảnh giám. Tháng 12 năm 1993, ông được cử giữ chức Phó Bí thư Đảng ủy Bộ Công an, Thứ trưởng Bộ Công an Trung Quốc. Tháng 11 năm 2002, tại Đại hội Đảng Cộng sản Trung Quốc lần thứ 16, ông được bầu làm Ủy viên dự khuyết Ban Chấp hành Trung ương Đảng Cộng sản Trung Quốc khóa 16. Tháng 3 năm 2005, ông được bổ nhiệm làm Phó Bí thư Đảng ủy Bộ Công an, Thứ trưởng Thường trực Bộ Công an Trung Quốc, hàm Bộ trưởng.
Tháng 10 năm 2007, tại Đại hội Đảng Cộng sản Trung Quốc lần thứ 17, ông được bầu làm Ủy viên chính thức Ban Chấp hành Trung ương Đảng Cộng sản Trung Quốc khóa 17. Tháng 3 năm 2008, ông được bầu làm Phó Chủ nhiệm Ủy ban Tư pháp Nội vụ của Đại hội đại biểu Nhân dân toàn quốc - Quốc hội Trung Quốc.